# VfL Schwerte
Der VfL Schwerte (offiziell: Verein für Leibesübungen Schwerte 1911 e. V.) ist ein Fußballverein aus Schwerte im Kreis Unna. Die erste Fußballmannschaft der Herren spielte 14 Jahre lang in der höchsten westfälischen Amateurliga.

## Geschichte
Im Jahre 1919 wurde der Schwerter Fußballclub gegründet, der sich noch im Gründungsjahr in SSC Union Schwerte umbenannte. Dieser fusionierte im Jahre 1933 mit dem im Jahre 1921 gegründeten Verein Alemannia Schwerte zum VfL Schwerte. Nach dem Zweiten Weltkrieg wurden auf Anordnung der Militärregierung alle Schwerter Vereine in dem Großverein VfL Schwerte 1868 verschmolzen, dessen Jahreszahl sich auf einen Turnverein bezieht. Im Jahre 1951 wurde der Großverein wieder aufgelöst und die Fußballer spielten als VfL Schwerte 1919/21 weiter. Am 21. April 2023 kam es zur Fusion mit dem TuS Wandhofen zum VfL Schwerte 1911. Der TuS Wandhofen ging auf dem im Jahre 1911 gegründeten TV Gut Heil Wandhofen zurück, der im Jahre 1933 mit dem 1921 gegründeten SSC Wandhofen fusionierte.
Nach einer Vizemeisterschaft in der Bezirksklasse Dortmund 1957 hinter Arminia Marten gelang ein Jahr später der Aufstieg in die Landesliga Westfalen. Dort gelang in der folgenden Saison 1958/59 der Durchmarsch in die seinerzeit drittklassige Verbandsliga Westfalen. Dort kämpften die Schwerter zunächst gegen den Abstieg, ehe es für den VfL Mitte der 1960er Jahre nach oben ging. In den Jahren 1966 und 1967 wurde der VfL jeweils Fünfter.
Die folgende Spielzeit 1967/68 beendeten die Schwerter die Saison als Vizemeister hinter dem SSV Hagen und hatten die Chance, sich für die Deutsche Amateurmeisterschaft zu qualifizieren. Das Hinspiel gegen die Hammer SpVg wurde zunächst mit 2:1 gewonnen, doch im Rückspiel setzte sich Hamm mit 8:3 nach Verlängerung durch. Der VfL rutschte wieder ins Mittelmaß ab und musste 1973 nach einer Entscheidungsspielniederlage gegen den DSC Wanne-Eickel in die Landesliga absteigen. Es folgten mehrere Jahre in unteren Spielklasse.
Im Jahre 1999 wurde der VfL Vizemeister der Landesliga hinter dem VfB Westhofen, scheiterte aber in der folgenden Aufstiegsrunde zur Verbandsliga am FSC Rheda und dem FC Rhade. Ein Jahr später sicherten sich die Schwerter die Meisterschaft und kehrten in die Verbandsliga zurück. Im Jahre 2005 belegte die Mannschaft noch einmal den fünften Rang. Fünf Jahre später stieg der VfL wieder aus der mittlerweile Westfalenliga genannten Spielklasse ab und rutschte zwei Jahre später in die Bezirksliga hinunter.

## Persönlichkeiten
| - Harald Beyer - Johannes Jäcker - Wolfgang Kleff | - Nils Klems - Jörn Neumeister - Wolfgang Paul | - Lasse Sobiech - Jürgen Todebusch - Dirk van der Ven |